# Neuroleon (Neuroleon) regnieri
Neuroleon (Neuroleon) regnieri is een insect uit de familie van de mierenleeuwen (Myrmeleontidae), die tot de orde netvleugeligen (Neuroptera) behoort. 
Neuroleon (Neuroleon) regnieri is voor het eerst wetenschappelijk beschreven door Navás in 1922.